# Dokwerk
Dokwerk was een gezamenlijke documentairerubriek van de VPRO en de NPS en stond in het teken van de auteursdocumentaire. Deze vorm kenmerkt zich door een persoonlijke benadering van de maker en diens kijk op de werkelijkheid. In tegenstelling tot de reportage is de auteursdocumentaire niet noodzakelijk gericht op het nieuws.
Wel was er altijd een verband met de wereld waarin we leven in relatie tot het verleden en mogelijk ook de toekomst. De auteursdocumentaire poogt meer te zijn dan een opsomming van de feiten. Met dit soort films wil de documentarist de kijker aanzetten tot nadenken. Door het leggen van verbanden om inzicht te krijgen in een aspect van onze tijd.
De films werden gemaakt door onafhankelijke producenten en regisseurs, in samenwerking met de omroepen. Veelal was er een financiële ondersteuning door het Nederlands Fonds voor de Film en het CoBO.
Dit documentaireprogramma startte in 2000 en resulteerde in ongeveer 170 documentaires. Met het televisieseizoen van 2006-2007 viel het doek voor Dokwerk en gingen de NPS en de VPRO samen met de IKON en de HUMAN hun documentaires uitzenden op Nederland 2 onder de naam Holland Doc.
Andere Tijden · De Flat van Ali B · De Meiden van Halal · De school van Prem · Dichtbij Nederland · Dunya & Desie · Groot Dictee der Nederlandse Taal · Groot Kinderdictee der Nederlandse Taal · Het Klokhuis · Het uur van de wolf · Holland Doc · Kunststof · Met het Mes op Tafel · NOVA* · Pauw & Witteman*** · Premtime · Raymann is Laat · Sesamstraat · Sinterklaasjournaal · Stellenbosch** · Waltz** · Zembla

*: In samenwerking met VARA en NOS       **: In samenwerking met VARA en VPRO       ***: In samenwerking met VARA